# 自転と公転の同期
自転と公転の同期（じてんと こうてんの どうき）とは、互いの重力に引かれて共通重心の周りを公転している2つの天体の、一方または両方が、常に相手に同じ面を向けて回転する現象をいう。すなわち、自転周期と公転周期が等しくなっている現象である。
このような状態を示す他の日本語表現としては、自転の同期で説明する「同期自転」、この現象によって起こる潮汐の固定で説明する「潮汐ロック」「潮汐固定」がある。
身近な実例は地球の衛星である。月は自転周期と公転周期が同じ（約27.32日）になっているので、常に地球に同じ面を向けている。

## 同期自転の原因

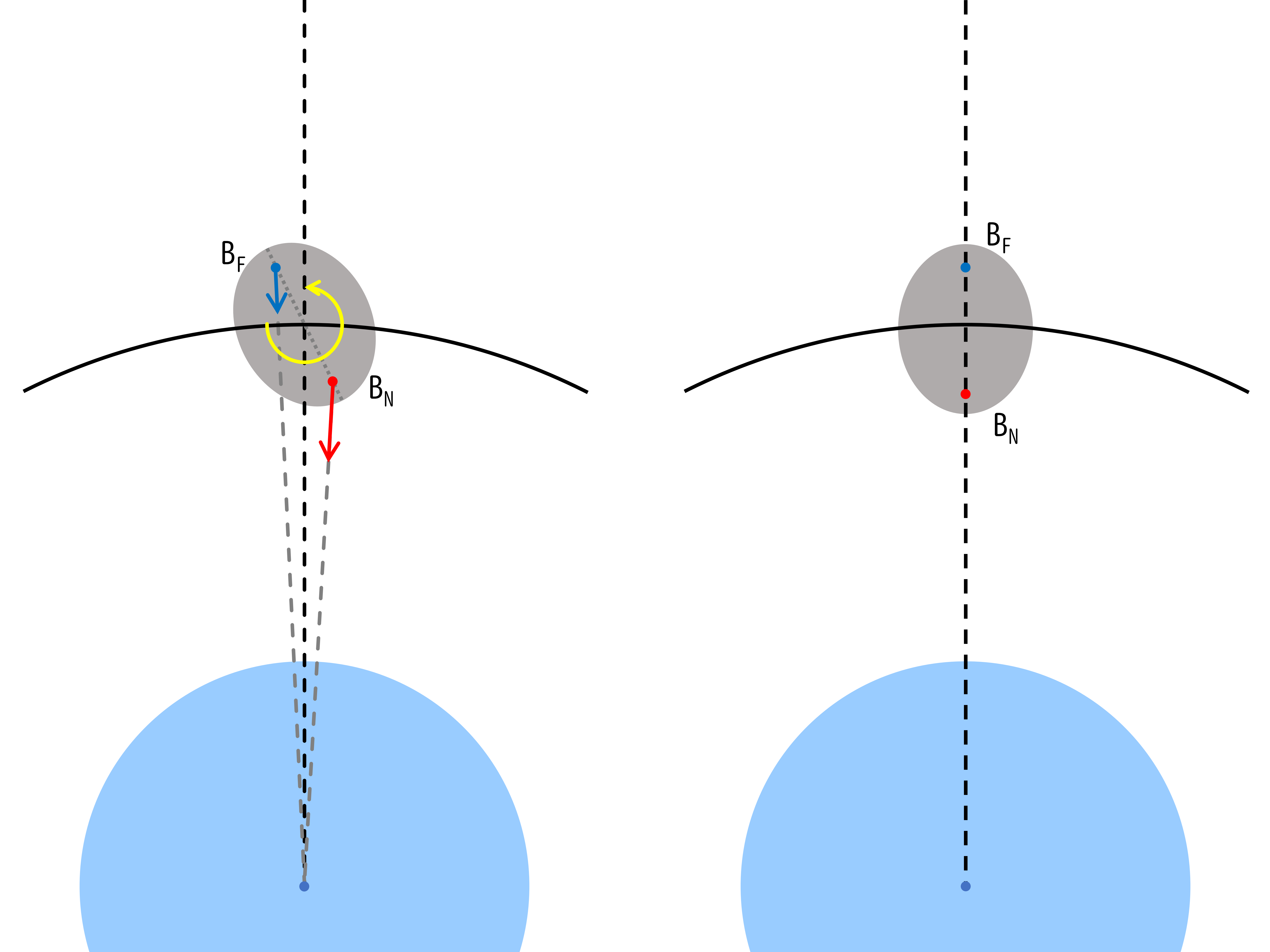
自転角速度が公転角速度に対して卓越している場合（左）と同期自転状態（右）。黄矢印は衛星の自転を表す。2つの潮汐バルジ（B_{F}とB_{N}）にかかる重力には差があり、それによって生じるトルクは黄矢印の回転を打ち消す方向に働く。

このような同期は2つの天体の距離が比較的近く、相手の天体が及ぼす潮汐力が強い場合に起こる。こういった同期現象は惑星や衛星に限らず、公転運動する固体状の天体において一般的に起こり得る現象である。
互いに重力で引き合う2つの天体には、それぞれ相手の天体から潮汐力が働く。この潮汐力は、2天体を結ぶ軸の方向では天体を引き伸ばし、この軸に垂直な方向では天体を圧縮する向きに作用する。天体がある程度以上の質量を持つと、自己重力が十分に強くなり、静水圧平衡の状態となるため、ほぼ球形をしている。しかし、このような潮汐力が働くと、天体は2天体の軸方向に力が加わってわずかに伸びた楕円体となり、引き伸ばす力に由来する膨らみ（潮汐バルジ）を生じる。
ここで、例として惑星-衛星系を考え、両天体の公転運動に合わせて回転する座標系に乗り、潮汐力による衛星の変形の効果によって衛星が同期自転する様子を見てみる。
衛星の2つの潮汐バルジは、その自転周期と公転周期の差に応じて、惑星とを結ぶ軸上から若干ずれたところにある。これは、衛星の粘性に応じて潮汐力による変形応答が遅延するためである。ここで、2つの潮汐バルジ部の質量が惑星から受ける重力を考えると、これらの合力は、潮汐バルジが惑星とを結ぶ軸への移動を起こすようなトルクとなる（潮汐トルク）。この潮汐トルクは、衛星の自転周期と公転周期の差を縮めるように働き、衛星はついに同期自転状態に落ち着く。
これと同様のことは、惑星にも起こりうる。衛星からの潮汐力の効果で惑星が変形し、惑星には、衛星に同じ面を向けるようなトルクが生じている。

## 同期自転の例
火星のフォボス・ダイモスや木星のガリレオ衛星を始め、太陽系の惑星にあるほとんど全ての衛星は自転と公転とが同期している。また、惑星と衛星との距離が近く、両者の質量の差があまり大きくない場合には、衛星からの潮汐力によって惑星の自転周期も衛星の公転周期・自転周期と同期し、両者とも完全に相手に同じ面を向けたままの状態になる場合も考えられる。準惑星の冥王星とその衛星カロンとはそのような同期の例である。地球と月とは現在、月のみ自転と公転が同期した状態にあるが、月との相互作用に起因する潮汐トルクによって地球の自転速度は徐々に遅くなっており、遠い将来には月の公転周期と同期するところまで遅くなって安定すると考えられる。
近接連星系の多くも互いの星の自転と公転が同期していると考えられている。
太陽系外惑星のうち、ホット・ジュピターと呼ばれるような軌道半径が小さい惑星は自転と公転が同期していると考えられる。また、太陽よりも質量の小さいM型主系列星の周りを回っているハビタブル惑星（生命が存在する可能性のある惑星）は、ハビタブルゾーンが恒星の近くに存在するために惑星が同期自転していると考えられている。地球型惑星が7つも連なっていることで知られるトラピスト1惑星系は、恒星に近い所を公転していることが分かっており、潮汐ロックが起きている可能性が高い。大気の存在が確認されている惑星もあり、そのような惑星では主星となる恒星の光を常に受け続ける面とその反対側の面の間で移流による大気と気温の平準化が起きている可能性もある。ハビタブルゾーン内の惑星が潮汐固定されるという状況は質量が太陽の0.5-0.7倍よりも小さい主星の場合一般的に発生すると考えられている。この質量の範囲はすべてのM型主系列星と一部のK型主系列星に対応する。
変わった例では、1997年にうしかい座τ星に発見された系外惑星は、通常とは逆に恒星の自転周期が惑星の公転周期で強制され、同期しているらしいことが分かっている。

## 自転と公転の共鳴
自転と公転の同期は、自転と公転の「1:1共鳴」と見なすことができ、軌道共鳴と類似した数学上の取り扱いが可能である。様々な整数比の軌道共鳴（平均運動共鳴）が存在するのと同様に、自転と公転の共鳴も他の整数比に拡張して考えることができる。よく知られているのは、水星の自転と公転が角速度にして3:2の関係にあるという事実である。この現象は、同期自転と本質的に同じメカニズムによって引き起こされている。
水星が、同期自転ではなくこのような共鳴した自転をしている原因は、その軌道離心率の高さ（e = 0.206）に求めることができる。天体が完全に真円の軌道（e = 0）で公転しているとき、同期自転（1:1共鳴）のみが、自転と公転の安定な共鳴関係になる。しかし軌道が楕円軌道になると、同期自転以外も安定である可能性が生じ、特に3:2の共鳴が強くなってくる。軌道離心率が小さいときに3:2共鳴について考えた場合、共鳴の強さを示す共鳴幅の値は、1:1共鳴（同期）を1とした相対値で、{\displaystyle {\sqrt {7e/2}}} と表せる。ここで {\displaystyle e} は軌道離心率を表す。すなわち軌道離心率が低い場合は同期自転が安定だが、離心率が高くなると3:2自転の方が安定になる。この式に、水星の離心率（約0.2）を当てはめると、3:2共鳴は1:1共鳴の0.84倍の共鳴幅を持つことになる。これは、3:2共鳴より1:1の共鳴の方がやや強いものの、その共鳴幅に大きな差はなく、水星は同期自転と3:2共鳴自転の双方の状態を取りうることを示している。なお、1:1と3:2以外の比率では、共鳴幅はさらに小さい値にしかならない。